# Litargus vestitus
Litargus vestitus es una especie de coleóptero de la familia Mycetophagidae.

## Distribución geográfica
Habita en Oahu  en Hawái.